# التکولا، بخش پرنو
التکولا، بخش پرنو (به لاتین: Altküla, Pärnu County) یک روستا در استونی است که در شهرستان پارنو واقع شده‌است.